# Takuya Takagi
Takuya Takagi (jap. 高木 琢也, Takagi Takuya; * 12. November 1967 in Minamishimabara) ist ein ehemaliger japanischer Fußballspieler.

## Nationalmannschaft
1992 debütierte Takagi für die japanische Fußballnationalmannschaft. Takagi bestritt 44 Länderspiele und erzielte dabei 27 Tore. Mit der japanischen Nationalmannschaft qualifizierte er sich für die Asienmeisterschaft 1988, 1992 und 1996.

## Errungene Titel
- Asienmeisterschaft: 1992

## Persönliche Auszeichnungen
- J. League Best Eleven: 1994